# Gieselwerder
Gieselwerder ist – neben Lippoldsberg – ein Verwaltungssitz und Ortsteil der Gemeinde Wesertal im nordhessischen Landkreis Kassel.

## Geografische Lage

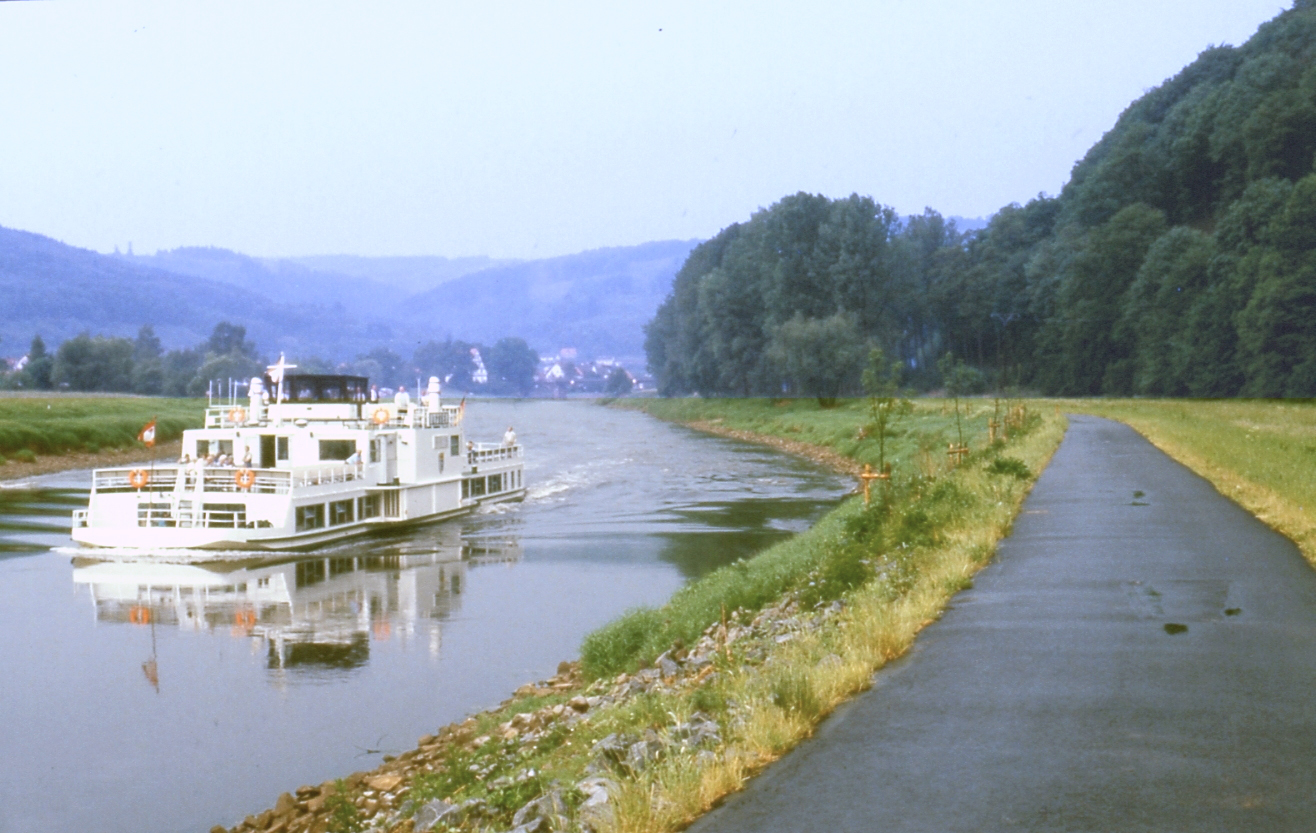
Weserradweg zwischen Oedelsheim und Gieselwerder

Gieselwerder liegt im südlichen Weserbergland am linken westlichen Ufer der Oberweser zu Füßen der bewaldeten Nordabdachung des Reinhardswaldes, in dem sich unweit von Gieselwerder die Berge Langenberg und Hahneberg erheben. Jenseits der Weser erhebt sich der Höhenzug Kiffing im Kuppigen Solling, der nördlich vom Solling und südlich vom Bramwald begrenzt wird.
Gieselwerder befindet sich 8 km südöstlich von Bad Karlshafen, 9 km südwestlich der Kleinstadt Uslar, 27 km westlich von Göttingen und 31 km nördlich von Kassel (alle Angaben Luftlinie).

## Geschichte

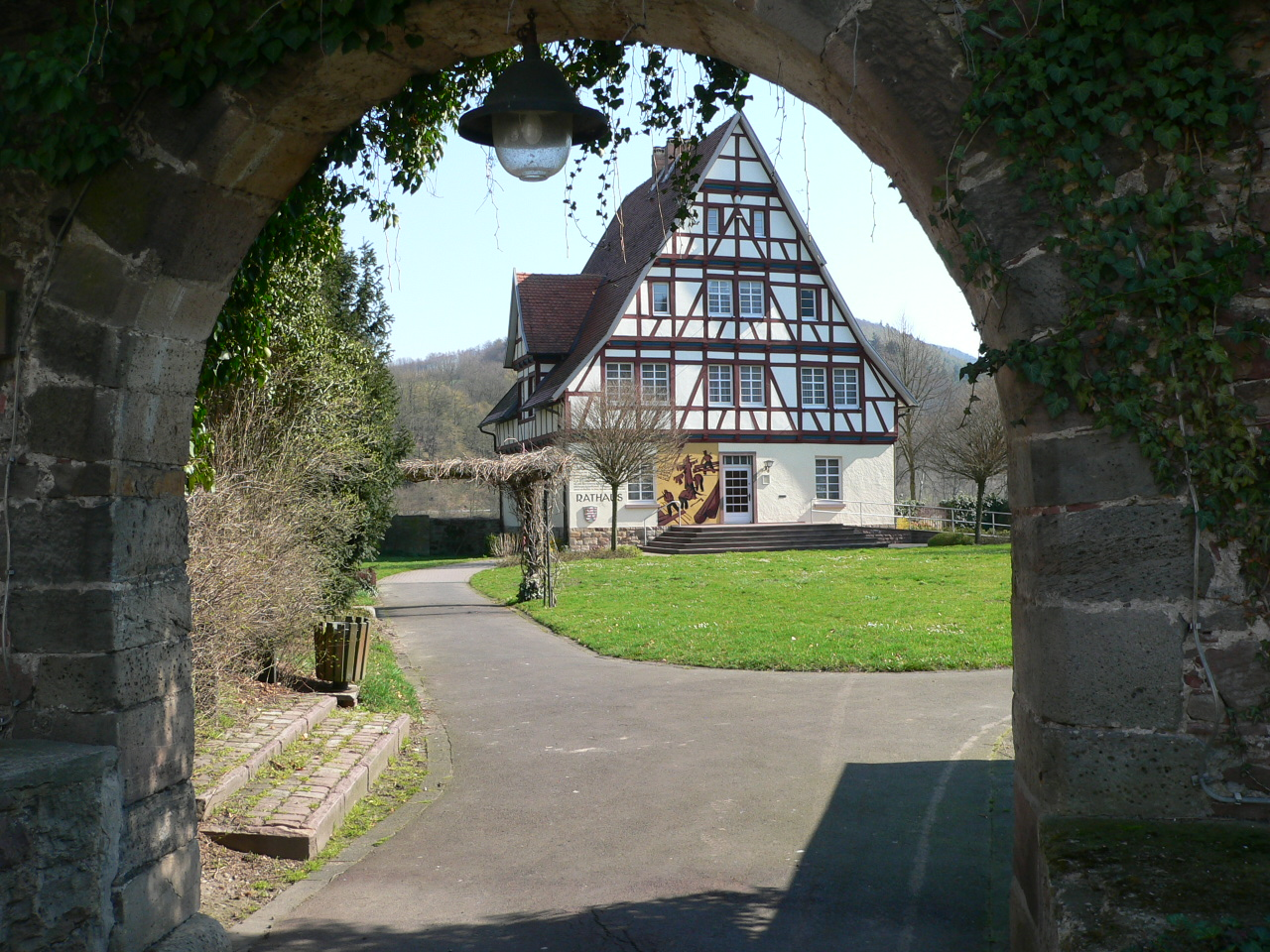
Platz Gieselwerder mit Rathaus

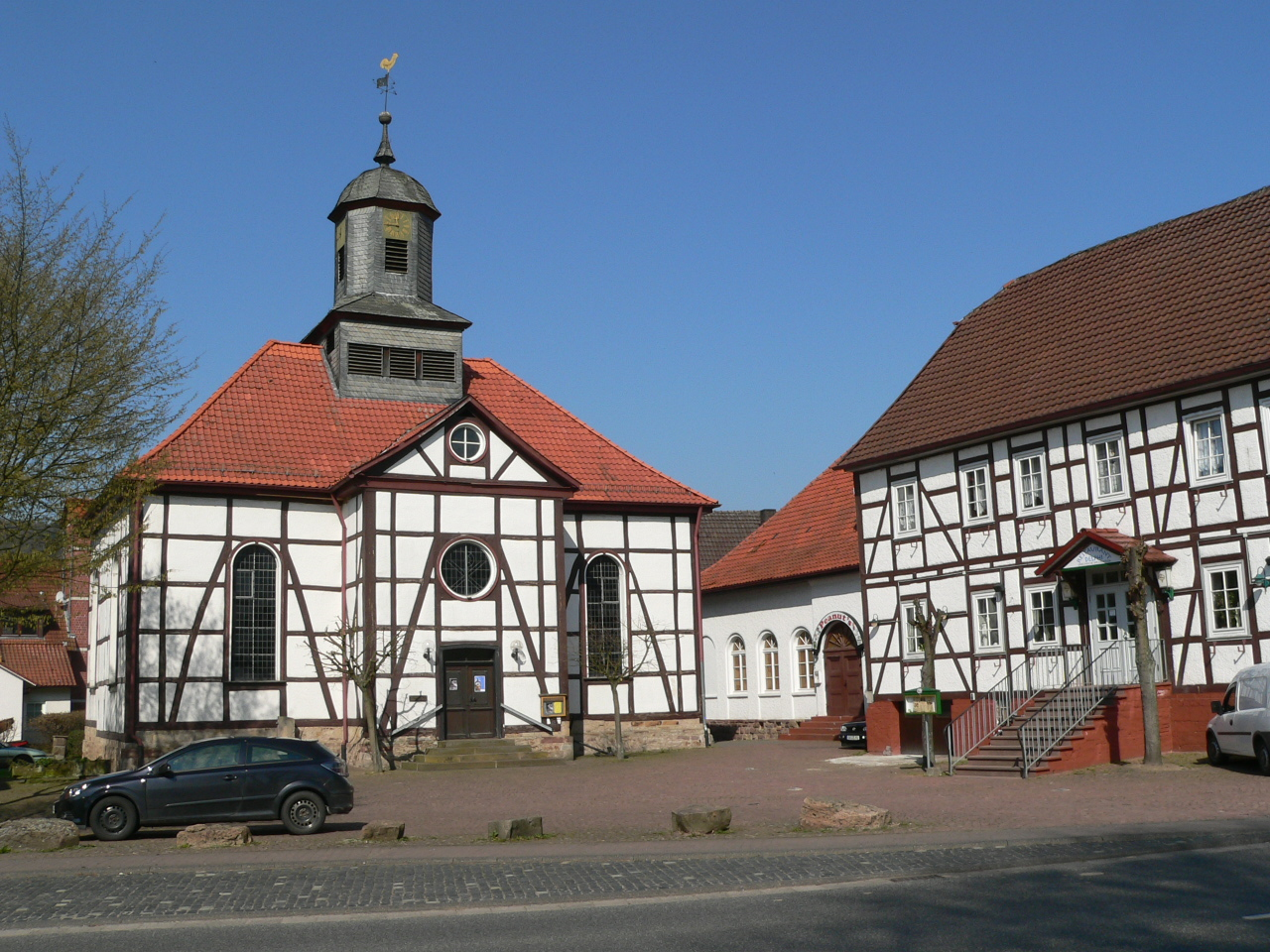
Christuskirche

### Ortsgeschichte
Die älteste bekannte Erwähnung des Ortes datiert zwischen 1093 und 1225 als Werde.
Damals gehörte es zum Sprengel des Petersstifts Nörten. Der Bestandteil des Wortes Werder im Ortsnamen lässt darauf schließen, dass Gieselwerder ursprünglich auf einer Insel lag.
Direkt an der Weser gelegen befinden sich die Reste – Teile der Umfassungsmauer und das Fundament des Bergfrieds – einer  ehemaligen Wasserburg, der Burg Gieselwerder. Auf dem historischen Grund der alten Wasserburg stand seit dem 11. Jahrhundert ein Herrenhaus mit Nebengebäuden und Bergfried.
Nachdem die Landgrafen von Hessen durch den Ausbau der Zapfenburg und die zeitweilige Besetzung der Burg Plesse Stärke gezeigt hatten, fiel Gieselwerder 1583 endgültig an Hessen, während den Welfen Hemeln blieb. Bereits 1462 wurde der Ort an Hessen verpfändet. Daher wurde nicht Gieselwerder, sondern die ausgebaute Zapfenburg zum Sitz des Amtes Gieselwerder, für das sich dann die Benennung nach der Burg durchsetzte. 1722 ließ Landgraf Karl von Hessen-Kassel am linken Weserufer die beiden Dörfer Gewissenruh und Gottstreu für piemontesische Waldenser gründen.
im Jahr 1813 wurde die Christuskirche geweiht. 1899 begann man mit dem Bau einer ersten Weserbrücke. Bei den Arbeiten daran fand man auf dem Wesergrund Reste von Eichenplanken, in denen mehrere eiserne Kanonenkugeln aus der Zeit des Dreißigjährigen Krieges steckten.
Die Namen und Verwandtschaftsverhältnisse der Einwohner sind von 1643 (Beginn der Kirchenregister) bis um 1950 in einem Ortssippenbuch publiziert.
Hessische Gebietsreformen seit 1970
Im Zuge der Gebietsreform in Hessen fusionierten zum 1. Februar 1971 die bis dahin selbständigen Gemeinden Arenborn, Gewissenruh, Gieselwerder, Gottstreu und Oedelsheim freiwillig zur neuen Gemeinde Oberweser. Sitz der Gemeindeverwaltung wurde Gieselwerder. Am 1. August 1972 kam noch kraft Landesgesetz Heisebeck hinzu.
Zum 1. Januar 2020 fusionierten die Gemeinden Oberweser und Wahlsburg zur neuen Gemeinde Wesertal. Der Ortsbezirk Gieselwerder blieb weiter bestehen.

### Verwaltungsgeschichte im Überblick
Die folgende Liste zeigt die Staaten und Verwaltungseinheiten, denen Gieselwerder angehört(e):
- bis 1583: Heiliges Römisches Reich, Landgrafschaft Hessen, Amt Gieselwerder
- 1567–1806 Heiliges Römisches Reich, Landgrafschaft Hessen-Kassel, Amt Sababurg
- ab 1806: Landgrafschaft Hessen-Kassel, Amt Sababurg
- ab 1807–1813: Königreich Westphalen, Departement der Fulda, Distrikt Kassel, Kanton Karlshafen
- ab 1815: Kurfürstentum Hessen, Amt Sababurg[9]
- ab 1821/22: Kurfürstentum Hessen, Provinz Niederhessen, Landkreis Hofgeismar[10][Anm. 2]
- ab 1848: Kurfürstentum Hessen, Bezirk Kassel
- ab 1851: Kurfürstentum Hessen, Provinz Niederhessen, Landkreis Hofgeismar
- ab 1867: Königreich Preußen, Provinz Hessen-Nassau, Regierungsbezirk Kassel, Landkreis Hofgeismar
- ab 1871: Deutsches Reich, Königreich Preußen, Provinz Hessen-Nassau, Regierungsbezirk Kassel, Landkreis Hofgeismar
- ab 1918: Deutsches Reich, Freistaat Preußen, Provinz Hessen-Nassau, Regierungsbezirk Kassel, Landkreis Hofgeismar
- ab 1944: Deutsches Reich, Freistaat Preußen, Provinz Kurhessen, Landkreis Hofgeismar
- ab 1945: Amerikanische Besatzungszone, Groß-Hessen, Regierungsbezirk Kassel, Landkreis Hofgeismar
- ab 1946: Amerikanische Besatzungszone, Hessen, Regierungsbezirk Kassel, Landkreis Hofgeismar
- ab 1949: Bundesrepublik Deutschland, Hessen, Regierungsbezirk Kassel, Landkreis Hofgeismar
- ab 1971: Bundesrepublik Deutschland, Land Hessen, Regierungsbezirk Kassel, Landkreis Hofgeismar, Gemeinde Oberweser[Anm. 3]
- ab 1972: Bundesrepublik Deutschland, Land Hessen, Regierungsbezirk Kassel, Landkreis Kassel, Gemeinde Oberweser
- ab 2020: Bundesrepublik Deutschland, Land Hessen, Regierungsbezirk Kassel, Landkreis Kassel, Gemeinde Wesertal[Anm. 4]

## Bevölkerung

### Einwohnerstruktur 2011
Nach den Erhebungen des Zensus 2011 lebten am Stichtag dem 9. Mai 2011 in Gieselwerder 1239 Einwohner. Darunter waren 34 (2,7 %) Ausländer. Nach dem Lebensalter waren 186 Einwohner unter 18 Jahren, 483 zwischen 18 und 49, 276 zwischen 50 und 64 und 294 Einwohner waren älter. Die Einwohner lebten in 531 Haushalten. Davon waren 153 Singlehaushalte, 159 Paare ohne Kinder und 186 Paare mit Kindern, sowie 60 Alleinerziehende und 6 Wohngemeinschaften. In 117 Haushalten lebten ausschließlich Senioren und in 348 Haushaltungen lebten keine Senioren.

### Einwohnerentwicklung
| Quelle: Historisches Ortslexikon |                  |
| • 1585:                          | 37 Haushaltungen |
| • 1747:                          | 90 Haushaltungen |

| Gieselwerder: Einwohnerzahlen von 1834 bis 2020 | Gieselwerder: Einwohnerzahlen von 1834 bis 2020 | Gieselwerder: Einwohnerzahlen von 1834 bis 2020 | Gieselwerder: Einwohnerzahlen von 1834 bis 2020 | Gieselwerder: Einwohnerzahlen von 1834 bis 2020 |
| --- | ----------------------------------------------- | ----------------------------------------------- | ----------------------------------------------- | ----------------------------------------------- |
| Jahr |                                                 |                                                 |                                                 | Einwohner                                       |
| 1834 | 1834                                            |                                                 | 786                                             | 786                                             |
| 1840 | 1840                                            |                                                 | 823                                             | 823                                             |
| 1846 | 1846                                            |                                                 | 822                                             | 822                                             |
| 1852 | 1852                                            |                                                 | 848                                             | 848                                             |
| 1858 | 1858                                            |                                                 | 831                                             | 831                                             |
| 1864 | 1864                                            |                                                 | 880                                             | 880                                             |
| 1871 | 1871                                            |                                                 | 845                                             | 845                                             |
| 1875 | 1875                                            |                                                 | 874                                             | 874                                             |
| 1885 | 1885                                            |                                                 | 944                                             | 944                                             |
| 1895 | 1895                                            |                                                 | 976                                             | 976                                             |
| 1905 | 1905                                            |                                                 | 1.003                                           | 1.003                                           |
| 1910 | 1910                                            |                                                 | 1.005                                           | 1.005                                           |
| 1925 | 1925                                            |                                                 | 965                                             | 965                                             |
| 1939 | 1939                                            |                                                 | 1.102                                           | 1.102                                           |
| 1946 | 1946                                            |                                                 | 1.501                                           | 1.501                                           |
| 1950 | 1950                                            |                                                 | 1.481                                           | 1.481                                           |
| 1956 | 1956                                            |                                                 | 1.377                                           | 1.377                                           |
| 1961 | 1961                                            |                                                 | 1.320                                           | 1.320                                           |
| 1967 | 1967                                            |                                                 | 1.399                                           | 1.399                                           |
| 1970 | 1970                                            |                                                 | 1.362                                           | 1.362                                           |
| 1980 | 1980                                            |                                                 | ?                                               | ?                                               |
| 1990 | 1990                                            |                                                 | ?                                               | ?                                               |
| 2000 | 2000                                            |                                                 | ?                                               | ?                                               |
| 2011 | 2011                                            |                                                 | 1.239                                           | 1.239                                           |
| 2020 | 2020                                            |                                                 | 1.202                                           | 1.202                                           |
| Datenquelle: Historisches Gemeindeverzeichnis für Hessen: Die Bevölkerung der Gemeinden 1834 bis 1967. Wiesbaden: Hessisches Statistisches Landesamt, 1968. Weitere Quellen: LAGIS; Zensus 2011; Gemeinde Wesertal |                                                 |                                                 |                                                 |                                                 |

## Religion
Heute gibt es drei Kirchengemeinden im Ort:
- Evangelische Kirchengemeinde Christuskirche
- Katholische Filialkirche Zum Guten Hirten
- Neuapostolische Kirche

Historische  Religionszugehörigkeit
| • 1885: | 0936 evangelische (= 99,68 %), drei katholische (= 0,32 %) Einwohner |
| • 1961: | 1107 evangelische (= 83,86 %), 160 katholische (= 12,12 %) Einwohner |

## Politik

### Ortsbeirat
Für Gieselwerder besteht ein Ortsbezirk (Gebiete der ehemaligen Gemeinde Arenborn) mit Ortsbeirat und Ortsvorsteher nach der Hessischen Gemeindeordnung. Der Ortsbeirat besteht aus neun Mitgliedern. Bei den Kommunalwahlen in Hessen 2021 wurden gewählt: Acht mitglieder der SPD und ein Mitglied der CDU. Der Ortsbeirat wählte Hildegard Gunkel-Becker (SPD) zur Ortsvorsteherin.

### Wappen
| Wappen von Gieselwerder | Blasonierung: „In Blau ein neunmal von Silber und Rot geteilter Löwe, der einen goldenen Fisch in den Pranken hält.“ |
| Wappen von Gieselwerder | Das Wappen wurde am 11. September 1954 durch das Hessische Innenministerium genehmigt.                               |

### Neonazi-Aktivität
2020 kaufte der Neonazi-Aktivist und Funktionär, Holocaustleugner und Reichsbürger Meinolf Schönborn in Gieselwerder ein Hotel, um daraus ein Wohnheim für Neonazis zu machen. 2021 organisierte er in seinem Hotel eine Veranstaltungsreihe mit Sonnenwendfeier und Kameradschaftsabend.

## Kultur und Sehenswürdigkeiten

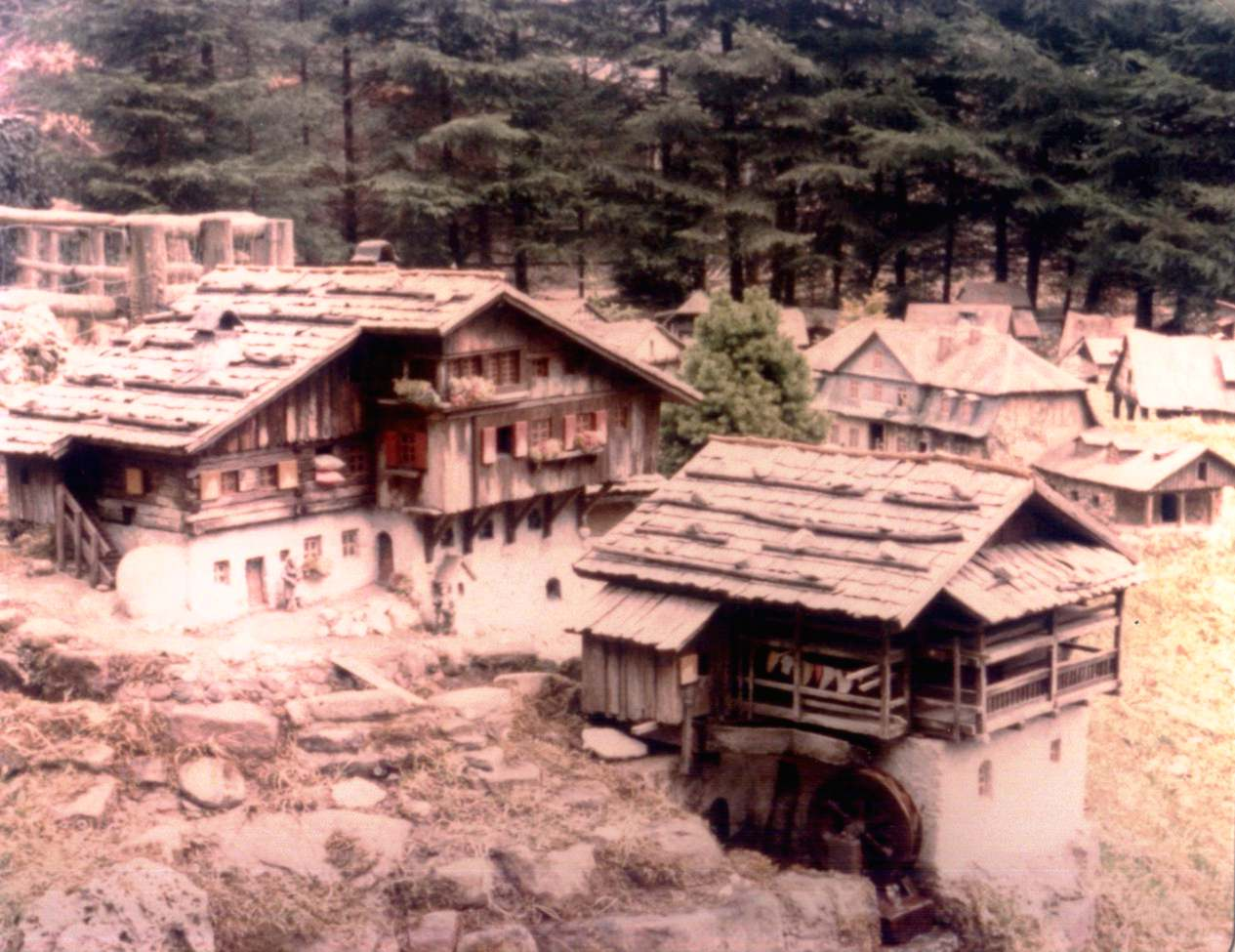
Miniatur-Wassermühlen im Freilichtmuseum „Mühlenplatz“

Sehenswürdigkeiten sind u. a. der Mühlenplatz, ein Miniaturenpark mit Miniaturnachbildungen von z. B. Mühlen, Burgen und Schlössern der Region und das Schifffahrtsmuseum am Campingplatz.
Auf dem Gieselwerdergelände befindet sich das Rathaus im Fachwerkstil. Die evangelische Christuskirche von 1813 ist ebenfalls als Fachwerk erbaut.
Im Reinhardswald, oberhalb von Gieselwerder entspringt der Trumbach, gelegentlich auch Lumbach genannt. Eine Besonderheit des Baches ist der Eindruck, dass das Wasser scheinbar bergauf fließt, was auf einer optischen Täuschung beruht. Der Bach quert den Mühlenplatz in Gieselwerder und mündet nach ca. 750 m in die Weser.
Für die unter Denkmalschutz stehenden Kulturdenkmäler des Ortes siehe die Liste der Kulturdenkmäler in Gieselwerder.

## Wirtschaft und Infrastruktur

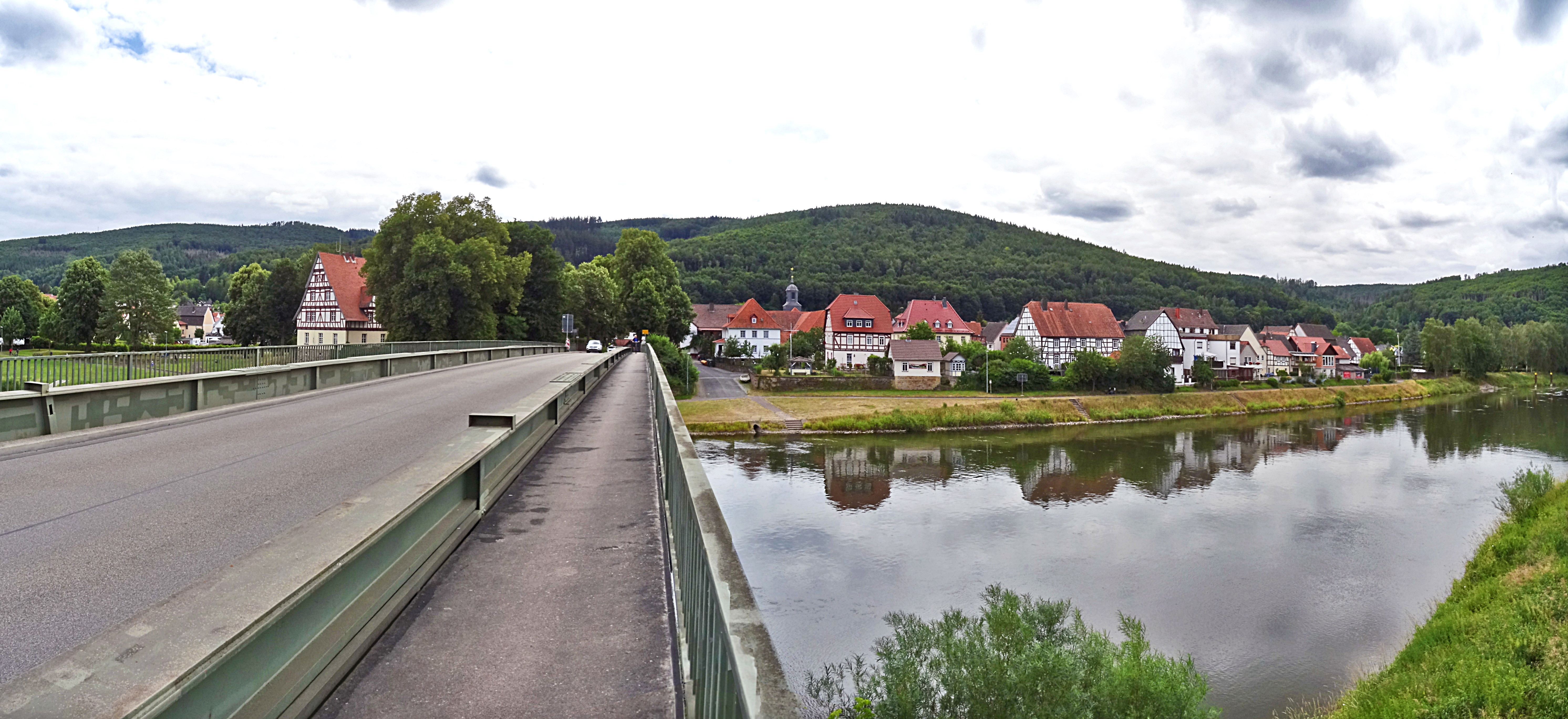
Wolfgang-Stremmel-Brücke mit Blick auf Gieselwerder

Durch Gieselwerder verläuft die Bundesstraße 80. Eine direkt im Ortskern befindliche Weserbrücke verbindet den Ort mit der Landesstraße 561, die in Richtung Süden nach Hann. Münden führt. Südlich bei Oedelsheim und weiter nördlich bei Lippoldsberg und Wahmbeck führen Gierseilfähren über die Bundeswasserstraße Weser. Bei Hann. Münden, Göttingen und Warburg befinden sich die nächsten Anschlüsse der A 7 bzw. A 44.
Regionalbahnhöfe gibt es in Hann. Münden, Hofgeismar und Bodenfelde; ICE/IC halten am Bahnhof Kassel-Wilhelmshöhe, in Göttingen und Warburg.
Flughäfen bestehen in Hannover und Kassel-Calden.

### Wirtschaftsstruktur
Die Gegend um Gieselwerder ist arm an größeren Industriebetrieben, auch die Land- und Forstwirtschaft wird mittlerweile vernachlässigt.
Eine der wichtigsten wirtschaftlichen Stützen ist der Dienstleistungssektor mit kleineren Handwerksbetrieben und dem Tourismus. Gieselwerder ist ein staatlich anerkannter Erholungsort im Weserbergland mit zahlreichen sehenswerten Fachwerkgebäuden. Bis 2011 trug der Ort das Prädikat Luftkurort. Es gibt im Ort etwa 140 Gästebetten in Gasthöfen, Pensionen und Ferienwohnungen. Ferner ist ein Campingplatz vorhanden. Der Weserradweg führt durch Gieselwerder. An der Weser gibt es eine Kanustation sowie eine Anlegestelle für Ausflugsschiffe auf der Weser. Des Weiteren sind in Gieselwerder ein Freibad sowie eine Kneippanlage vorhanden.

## Persönlichkeiten
- Werner Noll (1931–2024), Finanzwissenschaftler

## Ehrenbürger
- 1895 Otto von Bismarck (1815–1898), Reichskanzler